# Marzocchi
Pour les articles homonymes, voir Marzocchi (homonymie).
Marzocchi était une entreprise italienne spécialisée dans l'hydraulique et les suspensions vélo et moto, fortement restructurée en 2008, et dont la production a été totalement délocalisée à Taiwan.